# 第4防空砲兵連隊 (アメリカ軍)
第4防空砲兵連隊（だい4ぼうくうほうへいれんたい、英語: 4th Air Defense Artillery Regiment）は第18砲兵旅団隷下、対空ミサイル装備の防空部隊である。第18砲兵旅団に対する空中からの脅威から部隊を守る任務が与えられている。
装備はMIM-72チャパラルからはじまりM163バルカン、初期ペトリオットを経て現在はPAC-3を装備している。
部隊自体は第108防空砲兵旅団隷下であるが、第18砲兵旅団が18th Fires Brigadeとして第82空挺師団に置かれた時にアタッチされ、現在にいたる。